# Hieris curtisii
Hieris curtisii  ist die einzige Art der Pflanzengattung Hieris innerhalb der Familie der Trompetenbaumgewächse (Bignoniaceae). Sie kommt nur auf der Malaiischen Halbinsel vor.

## Beschreibung

### Vegetative Merkmale
Hieris curtisii ist eine Liane. Die Rinde der Zweige ist kahl.
Die gegenständigen, gefiederten Laubblätter sind aus meist zwei, seltener auch einem oder drei Paaren von Fiederblättchen zusammengesetzt.

### Generative Merkmale
In den end- oder achselständigen, traubigen Blütenstände stehen die Blüten dicht zusammen.
Die zwittrige Blüte ist zygomorph mit doppelter Blütenhülle. Der Kelch ist becherförmig und „abgeschnitten“. Die gelb Krone ist röhrig bis glockenförmig, im unteren Drittel ist die Kronröhre knieförmig umgebogen und sie endet in weißlich bis blass-violetten Kronlappen. Die vier Staubblätter stehen nicht über die Krone hinaus. Die Staubbeutel sind kahl und bestehen aus zwei auseinander strebenden Theken. Neben den Staubblättern wird ein steriles Staminodium gebildet. Der Fruchtknoten steht auf einem ringförmigen Blütenboden. Der Fruchtknoten ist eiförmig, nahezu drehrund und enthält je Fruchtknotenkammer zwei Reihen aus je drei oder vier Samenanlagen.
Die Früchte von Hieris curtisii sind in der genutzten Quelle unbekannt.

## Verbreitung
Hieris curtisii ist ein Endemit im Bundesstaat Penang auf der Malaiischen Halbinsel.

## Taxonomie
Die Erstbeschreibung erfolgte 1908 unter dem Namen (Basionym) Tecoma curtisii durch Henry Nicholas Ridley in Journal of the Straits Branch of the Royal Asiatic Society, Band 49, Seite 26. Die Neukombination zu Hieris curtisii wurde 1928 durch Cornelis Gijsbert Gerrit Jan van Steenis in Bulletin du Jardin Botanique de Buitenzorg, Serie 3, Band 10, Seite 201 und 280 veröffentlicht.